# Hormonul eliberator al gonadotropinelor

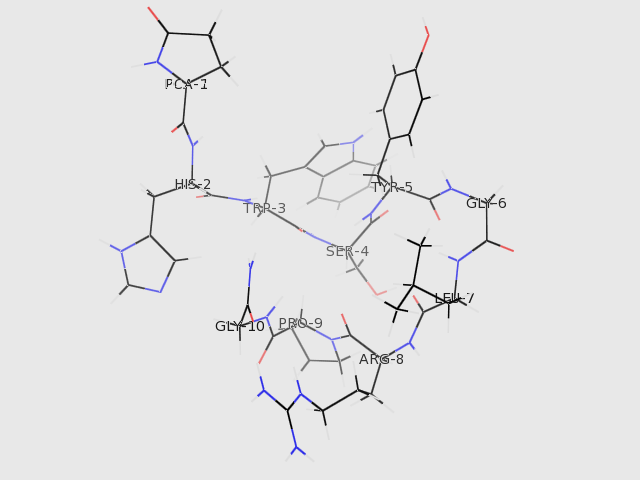
Structura hormonului gonadotrop.

Hormonul eliberator al gonadotropinelor (în engleză Gonadotropin-releasing hormone, prescurtat GnRH), de asemenea cunoscut sub numele de hormonul eliberator de hormon luteinizant (din engleză Luteinizing-hormone-releasing hormone, prescurtat LHRH) sau luliberin, este un hormon polipeptidic responsabil de secreția a doi hormoni gonadotropi, hormonul foliculostimulant (prescurtat FSH, din engleză follicle-stimulating hormone) și hormonul luteinizant (prescurtat LH, din engleză luteinizing hormone), eliberați de glanda hipofiza anterioară. GnRH este sintetizat de neuroni ai hipotalamusului.

## Neurohormon
GnRH este un hormon produs de anumiți neuroni din hipotalamus și este eliberat de către terminațiile neuronale. O regiune importantă în sinteza de GnRH este zona preoptică a hipotalamusului, care conține cei mai mulți neuronilor ce secretă GnRH. 
În cursul dezvoltării embrionare, neuroni GnRH sunt originari din regiune nazală și migrează în creier, unde se răspândesc pe teritoriul septul medial și al hipotalamusului.
GnRH este secretat în fluxul sanguin și este transportat la nivelul hipofizei anterioare prin sistemul port hipotalamo-hipofizar, sistem descoperit de Grigore T. Popa și Una Fielding. În celulele hipofizare GnRH se fixează pe receptorul său membranar GnRHR și stimulează izoenzima β a fosfolipazei C, care mobilizează calciul și activează protein kinaza C. Acest lucru duce la activarea proteinelor implicate în sinteza și secreția hormonilor gonadotropi LH și FSH. GnRH este degradat prin proteoliză în câteva minute.

## Activitatea
Sinteza hormonului este foarte scăzută în timpul copilăriei dar se activează spre pubertate. Pe parcursul perioadei de reproducere, sinteza pulsatorie a hormonului este critică pentru funcția de reproducere și este controlată prin bucle de retro-control (feed-back). La femei, odată ce o sarcină este stabilită, activitatea hormonului GnRH nu mai este necesară. 
Activitatea pulsatorie poate fi perturbată de boli hipotalamo-hipofizare, fie disfuncții (de exemplu hipopituitarismul), fie leziuni organice (traumatisme, tumori). Valorile crescute ale prolactinei reduc activitatea GnRH. Sinteza de GnRH este absentă în sindromul Kallmann.